# Mag Mell
Mag Mell – w mitologii celtyckiej poetyckie określenie nieba jako równiny radości czy równiny rozkoszy, a także królestwa w zaświatach, wyobrażanego sobie przez Celtów nieco inaczej niż przez inne europejskie ludy, nie w żadnej dalekiej krainie czy w niebie, ale obok rzeczywistego, obecnego.
Zamieszkujący świat zmarłych umarli żyli w wierzeniach Celtów obok żyjących, ale nie spotykając się z nimi i nie wpływając jedni na drugich. Do takiego wpływu czy spotkania mogło dojść tylko raz w roku, w Samhain, kiedy to oba światy łączyły się ze sobą, umożliwiając kontakt żywych i umarłych. Ci ostatni żyją tam podobnie jak na Ziemi, bogaci ucztują we wspaniałych pałacach, nie musząc zamartwiać się problemami, zdrowi i szczęśliwi.
Mężczyźni zawsze są w sile wieku, a kobiety zawsze są młode i piękne. Czas płynie na zabawach i igrzyskach, na wyścigach rydwanami ze szlachetnych metali ciągniętymi przez złote bądź błękitne konie. Stamtąd też bierze się wszelka wiedza. Niekiedy jednak mieszkańcy tej krainy, podzieleni na szereg państw, stają do wojny z innymi państwami tamtego świata. Prócz nich świat zmarłych zamieszkują też upiory, potwory i czarownice. Najwyższym władcą jest Dagda z kotłem obfitości i śmiertelną maczugą, król elfów bądź przywódca Tuatha de Danann, niegdyś najwyższe bóstwo irlandzkie, władca życia i śmierci. Czas płynął tam inaczej, chwile trwały lata. Ponadto niektórzy bohaterowie celtyckich mitów, jak Oisin, Cuchulainn czy Conle, a także Bran zostali tam zaprowadzeni przez kobiety. Herosi zyskiwali tam nieziemskie umiejętności, tak jak druidzi, stamtąd mędrcy czerpią wiedzę, a poeci natchnienie. Wejść jednak nie było łatwo, wejście skrywały jaskinie czy zbiorniki wodne.
Z wierzeniami tymi wchodzą w konflikt inne, które upatrywały raju jednak w pewnym oddaleniu, na samotnej wyspie na zachodzie bądź północy. Bretańczcy odwozili więc na morze dusze swych zmarłych. Jedną ze stosowanych dla krainy nazw jest Mag Mell, ale stosowano też nazwy Tir na mBeo (Ziemia żywych), Tir na mBan (Ziemia kobiet), Tir na Nog (Ziemia młodych), Tir Sorcha (Ziemia Świetlana), Mag Mor (Wielka Równina), w końcu też Tir Tarngiri (Ziemia Obiecana) już pod wpływem chrześcijaństwa.